# Ext2
Second Extended File System (дословно: «вторая расширенная файловая система»), сокращённо ext2 (иногда ext2fs) — файловая система ядра Linux.
Была разработана Реми Каром взамен существовавшей тогда ext. По скорости и производительности работы она может служить эталоном в тестах производительности файловых систем. Так, в тестах на скорость последовательного чтения и записи, проведённых The Dell TechCenter, файловая система ext2 обгоняет ext3 и уступает лишь более современной ext4 в тесте на чтение.
Главный недостаток ext2 (и одна из причин демонстрации столь высокой производительности) заключается в том, что она не является журналируемой файловой системой. Он был устранён в файловой системе ext3 — следующей версии Extended File System, полностью совместимой с ext2. Это основная причина, почему EXT2 до сих пор поддерживается в Anaconda и Ubiquity.
Файловая система ext2 по-прежнему используется на флеш-картах и твердотельных накопителях (SSD), так как отсутствие журналирования является преимуществом при работе с накопителями, имеющими ограничение на количество циклов записи.

## История
На заре развития Linux использовала файловую систему ОС Minix. Она была довольно стабильна, но оставалась 16-разрядной и, как следствие, имела жёсткое ограничение в 64 Мегабайта на раздел. Также присутствовало ограничение на максимальную длину имени файла: оно составляло 14 символов.
Эти и другие ограничения послужили стимулом к разработке «расширенной файловой системы» (англ. Extended File System), решавшей две главные проблемы Minix. Новая файловая система была представлена в апреле 1992 года. Ext расширила ограничения на размер файла до 2 гигабайт и установила предельную длину имени файла в 255 байт.
Тем не менее, оставалось ещё много нерешённых проблем: не было поддержки раздельного доступа, временных меток модификации данных. Именно эти проблемы послужили инициативой для создания следующей версии расширенной файловой системы ext2 (англ. Second Extended File System), разработанной в январе 1993 года. В ext2 были также реализованы соответствующие стандарту POSIX списки контроля доступа ACL и расширенные атрибуты файлов.

## Логическая организация файловой системы ext2
Граф, описывающий иерархию каталогов файловой системы ext2, представляет собой сеть. Причиной такой организации является то, что один файл может входить сразу в несколько каталогов (жёсткая ссылка).
Все типы файлов имеют символьные имена. В иерархически организованных файловых системах обычно используются три типа имен: простые, составные и относительные. Не является исключением и ext2. Ограничения на простое имя состоят в том, что его длина не должна превышать 255 байт, а также в имени не должны присутствовать символ NUL и слеш. Ограничения на символ NUL связаны с представлением строк в языке Си, а на символ слеш — с тем, что он используются как разделительный символ между каталогами.
Полное имя представляет собой цепочку простых символьных имен всех каталогов, через которые проходит путь от корня до данного файла. В файловой системе ext2 файл может входить в несколько каталогов, а значит, иметь несколько полных имен; здесь справедливо соответствие «один файл — много полных имен». В любом случае полное имя однозначно определяет файл.
Атрибутами файловой системы ext2 являются:
- тип и права доступа к файлу,
- владелец, группа доступа,
- информация о разрешённых операциях (ACL),
- время создания, дата последнего доступа, дата последнего изменения и время последнего удаления,
- размер файла,
- спецификация файла:
  - обычный файл,
  - каталог,
  - файл байт-ориентированного устройства,
  - файл блочно-ориентированного устройства,
  - именованный канал,
  - символическая ссылка,
- число занимаемых блоков,
- другие.

Атрибуты файлов хранятся не в каталогах, как это сделано в ряде простых файловых систем, а в специальных таблицах. В результате каталог имеет очень простую структуру, состоящую всего из двух частей: номера индексного дескриптора и имени файла.

## Внутренняя организация файловой системы ext2

### Структура дискового раздела
Как и в любой файловой системе UNIX, в составе ext2 можно выделить следующие составляющие:
- блоки и группы блоков;
- индексный дескриптор;
- суперблок.

Всё пространство раздела диска разбивается на блоки фиксированного размера, кратные размеру сектора: 1024, 2048, 4096 или 8192 байт. Размер блока указывается при создании файловой системы на разделе диска. Меньший размер блока позволяет сэкономить место на жёстком диске, но также ограничивает максимальный размер файловой системы. Все блоки имеют порядковые номера. С целью уменьшения фрагментации и количества перемещений головок жёсткого диска при чтении больших массивов данных блоки объединяются в группы блоков.
Базовым понятием файловой системы является индексный дескриптор, или inode (англ. information node). Это специальная структура, которая содержит информацию об атрибутах и физическом расположении файла. Индексные дескрипторы объединены в таблицу, которая содержится в начале каждой группы блоков.

### Суперблок
Суперблок — основной элемент файловой системы ext2. Он содержит общую информацию о файловой системе:
- общее число блоков и индексных дескрипторов в файловой системе,
- число свободных блоков и индексных дескрипторов в файловой системе,
- размер блока файловой системы,
- количество блоков и индексных дескрипторов в группе блоков,
- размер индексного дескриптора,
- идентификатор файловой системы (магическое число 0xEF53 для семейства файловых систем ext),
- дата последней проверки файловой системы,
- количество произведённых монтирований,
- флаг состояния файловой системы[3].

Суперблок находится в 1024 байтах от начала раздела. В следующем блоке после суперблока располагается глобальная дескрипторная таблица — описание групп блоков, представляющее собой массив, содержащий общую информацию обо всех группах блоков раздела.
От целостности суперблока напрямую зависит работоспособность файловой системы. Операционная система создаёт несколько резервных копий суперблока на случай повреждения раздела. С помощью флага состояния операционная система определяет текущее состояние файловой системы. Если файловая система монтируется на чтение, то флаг состояния будет указывать, что файловая система целостна (состояние «clean»). Если файловая система монтируется на чтение и запись, то в флаг состояния заносится информация о том, что файловая система используется (состояние «not clean»), а после размонтирования файловой системы флаг состояния снова должен указывать на целостность файловой системы. Флаг состояния помогает определять возможные повреждения файловой системы. Например, если питание компьютера было неожиданно отключено, то флаг состояния будет указывать на некорректное завершение работы с файловой системой. При следующей загрузке компьютера операционная система должна будет проверить файловую систему на ошибки, если флаг состояния не указывает на целостность файловой системы.

### Группы блоков
Все блоки раздела ext2 объединяются в группы блоков. Для каждой группы создаётся отдельная запись в глобальной дескрипторной таблице, в которой хранятся основные параметры:
- номер блока в битовой карте блоков,
- номер блока в битовой карте inode,
- номер блока в таблице inode,
- число свободных блоков в группе,
- число индексных дескрипторов, содержащих каталоги.

Битовая карта блоков — это структура, каждый бит которой показывает, отведён ли соответствующий ему блок какому-либо файлу. Если бит равен 1, то блок занят. Аналогичную функцию выполняет битовая карта индексных дескрипторов, которая показывает, какие именно индексные дескрипторы заняты, а какие нет.
Ядро Linux, используя число индексных дескрипторов, содержащих каталоги, пытается равномерно распределить inode каталогов по группам, а inode файлов старается по возможности переместить в группу с родительским каталогом. Все оставшееся место, обозначенное в таблице как данные, отводится для хранения файлов.

### Каталоги
Каталоги могут содержать внутри себя другие каталоги или файлы. Физически каталог представляет собой специальный файл, содержащий записи произвольной длины. Каждая запись хранит в себе следующие данные:
- номер индексного дескриптора файла,
- размер записи,
- длину имени файла,
- имя файла.

Подобная организация каталога позволяет хранить в нём длинные имена файлов без потери места на диске.
Когда операционная система пытается найти расположение файла (или каталога) на диске, она по очереди загружает в память содержимое каждого каталога, указанного в пути к файлу (или каталогу), чтобы по имени найти индексный дескриптор следующего каталога, указанного в пути. Обход каталогов продолжается, пока необходимый файл или каталог не будет найден.

### Система адресации данных
Система адресации данных — это одна из самых важных составляющих файловой системы. Именно она позволяет находить нужный файл среди множества как пустых, так и занятых блоков на диске.
Файловая система ext2 использует следующую схему адресации блоков файла. Для хранения адреса файла выделено 15 полей, каждое из которых состоит из 4 байт. Если файл умещается в 12 блоков, то номера соответствующих кластеров непосредственно перечисляются в первых двенадцати полях адреса. Если размер файла превышает 12 блоков, то следующее поле содержит адрес кластера, в котором могут быть расположены номера следующих блоков файла. Таким образом, 13-е поле используется для косвенной адресации.
При максимальном размере блока в 4096 байт кластер, соответствующий 13-му полю, может содержать до 1024 номеров следующих блоков файла. Если размер файла превышает 12+1024 блоков, то используется 14-е поле, в котором находится адрес кластера, содержащего 1024 номеров кластеров, каждый из которых ссылается на 1024 блока файла. Здесь применяется уже двойная косвенная адресация. И наконец, если файл включает более 12+1024+1048576 блоков, то используется последнее 15-е поле для тройной косвенной адресации.
Данная система адресации позволяет при максимальном размере блока в 4096 байт иметь файлы, размер которых превышает 2 TB.